# عودة إلجيمي
عودة إلجيمي هو مسلسل تلفزيوني كوري جنوبي من بطولة جونغ إيل وو، يون جين سيو، كيم مين جونغ وجونغ هاي-يونغ. يتكون من 24 حلقة وتم عرضه على إم بي سي  في الفترة من 21 يناير حتى 9 أبريل 2009.

## روابط خارجية
- عودة إلجيمي على موقع IMDb (الإنجليزية)
- عودة إلجيمي على موقع ليتربوكسد (الإنجليزية)
- عودة إلجيمي على موقع كينوبويسك (الروسية)
- عودة إلجيمي على موقع قاعدة بيانات الفيلم (الإنجليزية)